# Nowy Dwór (powiat tczewski)
Nowy Dwór (do 31 grudnia 2014 Nowy Dwór Pelpliński) – wieś kociewska w Polsce położona w województwie pomorskim, w powiecie tczewskim, w gminie Pelplin. Wieś wchodzi w skład sołectwa Ropuchy.
W latach 1975–1998 miejscowość administracyjnie należała do województwa gdańskiego. Przed rozbiorami własność cystersów pelplińskich.

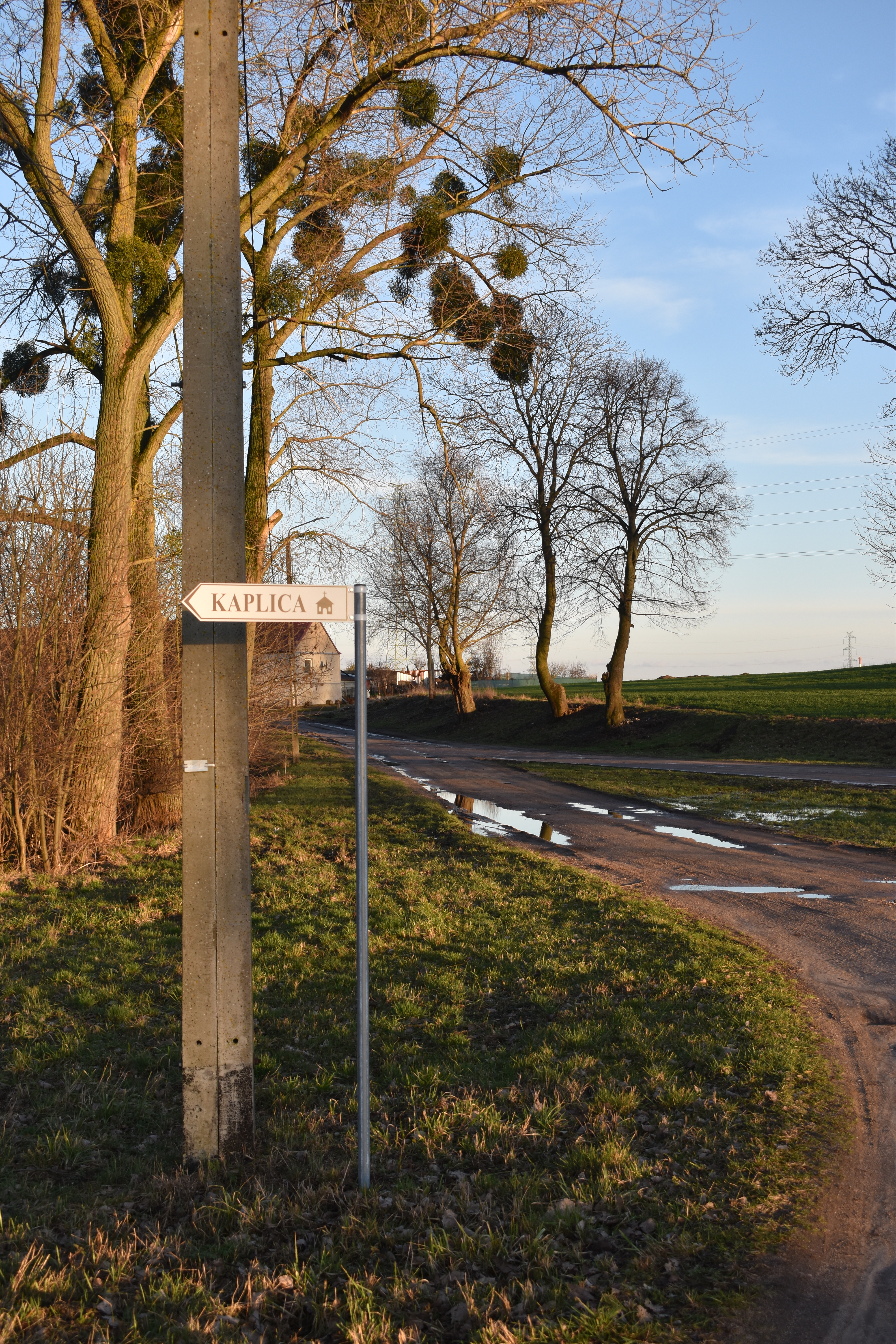